# Frederik Kraft

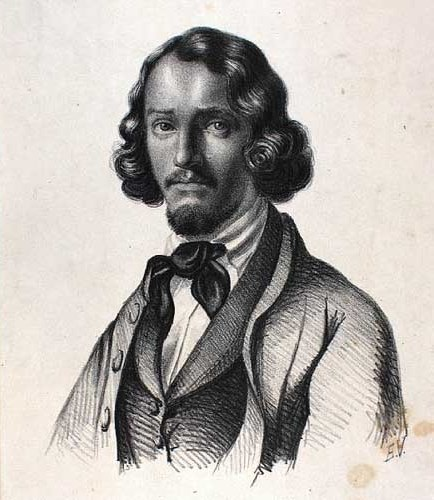
Frederik Kraft.

Frederik Carl Julius Kraft, född den 8 oktober 1823 i Köpenhamn, död den 25 oktober 1854 på Fredriksberg, var en dansk målare.
Kraft studerade vid konstakademien i Köpenhamn och ägnade sig åt landskapsmåleriet, för vilket han visade stora anlag. Som akademiens stipendiat reste han 1851 till Italien. En av hans tavlor, Færgelunden ved Jægerspriis, målad före hans resa, vittnar enligt Philip Weilbach om "hvilka stora förhoppningar" som "begrofvos med honom". Hans sista större arbete är en bild från Italien, Parti vid Comosjön.